# Botanischer Sexismus

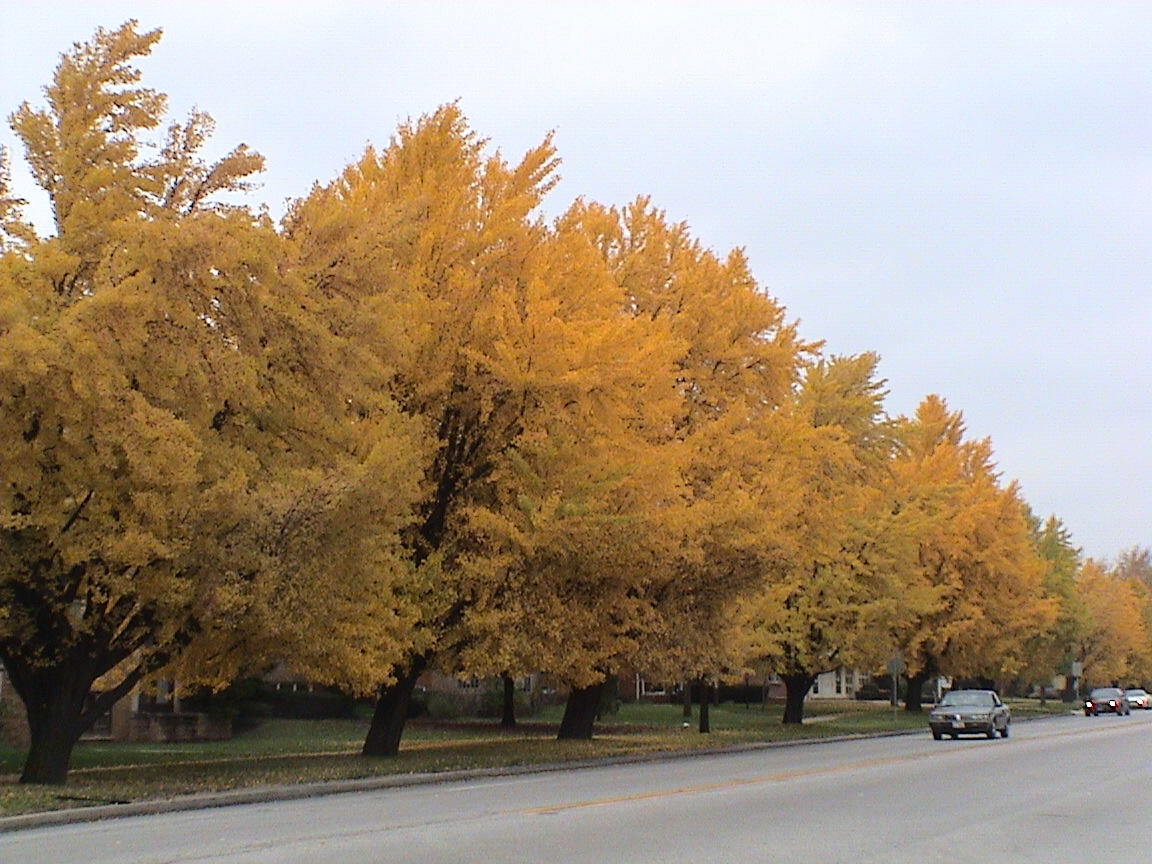
Städtische Bepflanzung mit männlichem Ginkgo biloba in Riverside, Illinois

Botanischer Sexismus (neuerdings entlehnt von englisch botanical sexism) ist ein Begriff, der die bevorzugte Pflanzung von Bäumen mit männlichen Blütenorganen in städtischen Gebieten beschreibt. Diese wird damit begründet, dass die männlichen Pflanzen keine Früchte oder Samen erzeugen, welche die Gegend verschmutzen. Weil aber männliche Pflanzen Pollen erzeugen, kann die Luft in Gegenden mit vielen männlichen Pflanzen sehr stark mit Pollen belastet sein, was für Menschen mit Pollenallergien problematisch ist.
Der Begriff und das Phänomen beruhen auf Verhältnissen in den USA. In Europa waren entsprechende Praktiken nie weit verbreitet.

## Beschreibung
Laut dem amerikanischen Gärtner Tom Ogren, der den Begriff geprägt hat, wurden Pollenallergien durch das Anpflanzen männlicher Klone in städtischen Gebieten verstärkt, weil diese die Pollenmenge in der Luft erhöhten. Das Anpflanzen von mehr weiblichen Pflanzen würde die Gesamtpollenmenge verringern, da sie keinen Pollen produzieren.
Pflanzenarten mit zwittrigen Blüten (weibliche und männliche Fortpflanzungsorgane innerhalb einer Blüte) sind von der Tendenz her eher auf Insektenbestäubung als auf Windbestäubung ausgerichtet. An diese Bestäubungsform sind auch die Eigenschaften der Pollenkörner angepasst. So ist der Pollen mehrheitlich klebrig und schwer und kann dementsprechend über Wind kaum oder gar nicht verbreitet werden. Baumarten mit zwittrigen Blüten sind beispielsweise solche aus der Gattung Magnolie, Prunus oder auch Judasbaum. Nach Ogren hat Pollen dieser Baumarten (mit zwittrigen Blüten und Insektenbestäubung) ein geringes allergieauslösendes Potential. Bei zweihäusigen Arten kommen weibliche und männliche Blüten auf getrennten Individuen vor. Häufig sind sie auf Windbestäubung angewiesen. Daran angepasst sind die Pollenkörner kleiner als bei insektenbestäubten Arten, auch ist die Menge des produzierten Pollens deutlich höher, da die Befruchtung bei Windbestäubung stärker vom Zufall abhängt als bei der Insektenbestäubung, was durch höhere Pollenmengen ausgeglichen wird. Ogren bewertet das allergieauslösende Potential dieser großen Mengen kleiner Pollenkörner als höher.
Die Bepflanzung von Bäumen mit ausschließlich männlichen Blüten wurde in den USA ab 1949 eingeführt und verstärkt im Rahmen der städtischen Begrünungen ab Mitte der 1980er Jahre durchgeführt. Die Theorie des botanischen Sexismus gibt es seit mindestens den 2000er Jahren. Biologischer Sexismus wird in der Ogren Plant Allergy Scale (OPALS) verwendet, die vom US-Landwirtschaftsministerium übernommen wurde. Der Zusammenhang zwischen Botanischem Sexismus und der Zunahme von Allergien und Asthma gilt vielen Fachleuten als plausibel, andere Wissenschaftler sehen keinen wesentlichen Zusammenhang, da der „Sexismus“ nur für bestimmte Bäume gelte und nicht so weit verbreitet sei, wie Ogren behauptet.
Bei zweihäusigen Baumarten, wie zum Beispiel solchen der Gattung Weiden, wurden die männlichen Individuen durch Stecklinge vermehrt. Von Natur aus einhäusige Arten, bei denen sich männliche und weibliche Blüten auf einem Individuum befinden, wurden, über Stecklinge aus Zweigen mit männlichen Blüten, Exemplare mit ausschließlich männlichen Blüten erzeugt. Hierdurch entstanden Bäume, die in der Natur nicht vorkommen, wie zum Beispiel Zypressen ausschließlich mit samenlosen Zapfen oder Amerikanische Gleditschien ohne Hülsenfrüchte.

## Kritik
Die Theorie des botanischen Sexismus wurde in den USA stark in sozialen Medien diskutiert, vom wissenschaftlichen Standpunkt aus ist sie anfechtbar. Rita Sousa-Silva, Assistenzprofessorin für Ökologie an der Universität Leiden, entgegnet, dass das OPALS-Bewertungssystem „keinen wissenschaftlichen Hintergrund“ habe. Einige Wissenschaftler haben darauf hingewiesen, dass die Mehrheit der Baumarten (~75 % weltweit) zwittrig sind, was bedeutet, dass sie Blüten mit sowohl männlichen als auch weiblichen Teilen produzieren. Infolgedessen gilt für die meisten Bäume keine menschliche Geschlechtsbinarität, da nur 5 % weltweit zweihäusig sind, obwohl dies die Möglichkeit nicht ausschließt, dass städtische Bäume größtenteils männlich sein könnten. William Elmendorf, Professor für städtisches Forstmanagement an der Penn State University, betont, dass Begriffe wie „fruchtlos“ oder „hülsenlos“ früher häufiger für zweihäusige Bäume mit geringer Fruchtproduktion wie z. B. Ginkgos verwendet wurde. Es gibt nur begrenzte Daten, um die Behauptung zu bestätigen oder zu widerlegen, dass männliche Bäume in der städtischen Landschaft häufiger vorkommen als weibliche Bäume. Auch die Idee, dass zusätzliche weibliche Bäume den Pollen erheblich reduzieren würden, wurde in Frage gestellt, eher wird vorgeschlagen, weniger windblütige Arten zu pflanzen.
In einem Aufsatz über die Effekte des Baumpflanzens auf die Produktion allergenen Pollens in New York City kamen die Autoren zu dem Ergebnis, dass der sogenannte botanische Sexismus hier wahrscheinlich keine Rolle spiele. Von den großen Pollenproduzenten in New York City seien nur die Arten der Gattung Maulbeere zweihäusig, und unter ihnen sei der Anteil der angepflanzten Exemplare sehr gering, die meisten seien durch natürliche Verbreitung entstanden. Es sei aber nicht auszuschließen, dass in anderen Regionen ein überproportionales Pflanzen männlicher Bäume einen negativen Einfluss haben könne, wenn dort zweihäusige Bäume große Produzenten allergenen Pollens seien.